# Марла Мейпълс
Марла Ан Мейпълс (на английски: Marla Ann Maples) е американска актриса и телевизионна личност, широко известна с аферата си и последвалия 6-годишен брак (1993 – 1999) с бизнесмена и президент на САЩ Доналд Тръмп.

## Биография
Марла Мейпълс е родена 27 октомври 1963 г.